# Григорьев, Юрий Николаевич (учёный)
Ю́рий Никола́евич Григо́рьев (29 мая 1937 — 10 апреля 2010) — советский и российский учёный в области разведения и селекции молочного скота, член-корреспондент РАСХН (1991).

## Биография
Родился в г. Ржев Калининской области. Окончил Великолукский СХИ (1960).
- 1960—1961 — зоотехник-инспектор Сычевской государственной племенной станции,
- 1961—1965 — зоотехник-селекционер Государственной племенной станции в Смоленске;
- с 1965 г. — младший и старший научный сотрудник, заведующий лабораторией (1968—1979), с 1979 г. — заведующий отделом информационно-математического обеспечения развития животноводства ВНИИ животноводства.

Ученик и соратник Л. К. Эрнста.

## Звания и награды
Доктор сельскохозяйственных наук (1982), профессор (1989), член-корреспондент РАСХН (1991).
Награждён серебряной и бронзовой медалями ВДНХ.

## Сочинения
- Повышение эффективности племенной работы в хозяйствах крупных регионов: (на примере Моск. обл.) / соавт. Л. К. Эрнст. — М.: Моск. рабочий, 1985. — 245 с.
- ЭВМ на службе животноводства. — М.: Моск. рабочий, 1987. — 165 с.
- Ранговая оценка голштинских быков по комплексу хозяйственно полезных признаков дочерей / соавт.: А. Н. Рыхлик.